# Gia Cát Tự
Gia Cát Tự (chữ Hán: 诸葛绪, ? - ?), không rõ tên tự, người huyện Dương Đô, quận Lang Gia (còn tên là Lang Tà)  , tướng lĩnh cuối Tào Ngụy, đầu Tây Tấn trong lịch sử Trung Quốc.

## Cuộc đời
Sử cũ ghi chép về Tự rất ít. Không rõ thiếu thời của Tự, dù họ Gia Cát ở Dương Đô, Lang Gia là sĩ tộc có danh vọng đương thời, nhưng không có ghi chép về liên hệ của ông với các thành viên khác.
Năm 255, Văn Khâm giúp Vô Khâu Kiệm chống lại quyền thần Tư Mã Sư; sau khi thất bại, Văn Khâm chạy sang Đông Ngô, được quyền thần Đông Ngô là Tôn Tuấn đưa quân ra đón. Vì quân Ngô vượt cảnh tiến quân, Tự đang ở chức Thái Sơn thái thú, nhận lệnh của An tây tướng quân Đặng Ngải đón đánh ở Lê Tương, đẩy lui quân Ngô.
Năm 263, quyền thần Tư Mã Chiêu điều quân đánh Quý Hán, Gia Cát Tự khi đó đang giữ chức thứ sử Ung Châu, nhận lệnh đem hơn 3 vạn quân tiến ra Vũ Nhai, Kiều Đầu, nhằm ngăn đường về Hán Trung của đại tướng nước Hán là Khương Duy. Khương Duy dùng kế giả đi vòng ra sau quân đội của Tự, trong lúc Tự vội lui quân thì Khương Duy quay lại, vượt qua Kiều Đầu hướng về Kiếm Các. Gia Cát Tự đuổi theo không kịp, gặp Đặng Ngải ở Âm Bình. Đặng Ngải muốn Gia Cát Tự cùng vượt núi, đánh úp Thành Đô. Gia Cát Tự lấy cớ mình không có nhiệm vụ tây tiến, bèn lui quân đến Bạch Thủy, hội quân với Chung Hội. Nhưng Hội muốn chiếm đoạt quân đội của Tự, bèn kết tội Tự sợ giặc không tiến, bỏ xe tù giải về Lạc Dương .
Sau khi Chung Hội chết, Gia Cát Tự được phóng thích. Đến thời Tấn, Tự làm đến Thái thường Sùng lễ vệ úy. Không rõ hậu sự của Tự.

## TrongTam quốc diễn nghĩa
Gia Cát Tự là một nhân vật nhỏ trong tác phẩm, xuất hiện ở hồi 117.

## Gia đình
- Con trai:
  - Gia Cát Xung, tự Mậu Trường, làm đến Đình úy khanh.
- Cháu:
  - Gia Cát Thuyên, tự Đức Lâm, con trưởng của Xung, làm đến Tán kỵ thường thị.
  - Gia Cát Mân, tự Nhân Lâm, con thứ của Xung, làm đến Thị trung, Ngự sử trung thừa. Thuyên là một trong "Nhị thập tứ hữu" của Giả Mật . Mân kiến nghị lập Thanh Hà vương Tư Mã Đàm, chọc giận Đông Hải vương Tư Mã Việt, nên bị giết  [2].
  - Gia Cát Uyển, con gái của Xung, được Tấn Vũ đế nạp vào cung, phong làm Phu nhân .

## Khảo chứng
1. ^  Phòng Huyền Linh (chủ biên) – Tấn thư, quyển 31, liệt truyện 1 – Hậu phi truyện thượng – Vũ Điệu Dương hoàng hậu, phụ Gia Cát phu nhân: Gia Cát phu nhân, danh Uyển, người Dương Đô, Lang Gia. Cha là Xung, tự Mậu Trường, Đình úy khanh. Uyển vào mùa xuân năm Thái Thủy thứ 9 nhập cung, đế lâm hiên, sử Sứ trì tiết, Lạc Dương lệnh Tư Mã Triệu bái làm phu nhân. Anh là Thuyên, tự Đức Lâm, Tán kỵ thường thị. Em Thuyên là Mân, tự Nhân Lâm, Thị trung, Ngự sử trung thừa. Em vợ Mân là Chu Mục, cậu của Thanh Hà vương Đàm. Vĩnh Gia sơ, Mục cùng Mân khuyên Đông Hải vương Việt phế Hoài đế, lập Đàm, Việt không nghe. Nhắc lại lời ấy, Việt nộ, bèn chém Mân với Mục. Lâm hình, Mân nói với Mục: “Ta đã nói với anh thế nào?” Mục nói: “Hôm nay còn nhắc lại làm gì!” Người thời ấy mới biết mưu xuất ở Mục, không phải ý của Mân.
2. ^  Trần Thọ trước, Bùi Tùng Chi chú – Tam quốc chí, quyển 28, Ngụy thư 28 – Đặng Ngải truyện: Văn Khâm về sau bị đại quân phá bại ở dưới thành hạ, ngải đuổi theo đến Khâu Đầu. Khâm bôn Ngô. Bọn Ngô đại tướng quân Tôn Tuấn phao lên có 10 vạn quân, sắp vượt sông, Trấn đông tướng quân Gia Cát Đản khiển Ngải giữ Phì Dương, Ngải cho thế giặc còn xa, không phải nơi yếu hại, liền dời đồn đến Phụ Đình, khiển bọn Thái Sơn thái thú Gia Cát Tự ở Lê Tương cự chiến, bèn đánh đuổi chúng.
3. ^  Trần Thọ trước, Bùi Tùng Chi chú – Tam quốc chí, quyển 28, Ngụy thư 28 – Đặng Ngải truyện: Mùa thu năm (Cảnh Nguyên) thứ 4, chiếu chư quân chinh Thục, đại tướng quân Tư Mã Văn vương đều chỉ thụ tiết độ, sử Ngải với Duy kềm chế nhau; Ung Châu thứ sử Gia Cát Tự đón Duy, lệnh không được quay về. Ngải khiển bọn Thiên Thủy thái thú Vương Kỳ đánh thẳng vào doanh của Duy, bọn Lũng Tây thái thú Khiên Hoằng đón phía trước ông ta, bọn Kim Thành thái thú Dương Hân đến Cam Tùng. Duy nghe chư quân của Chung Hội đã vào Hán Trung, dẫn quân lui về. Bọn Hân đuổi nà ở Cường Xuyên Khẩu, đại chiến, Duy bại tẩu. (Duy) nghe (quân) Ung Châu đã lấp đường để đồn trú Kiều Đầu, (Duy) theo Khổng Hàm Cốc vào Bắc Đạo, muốn ra phía sau (quân) Ung Châu. Gia Cát Tự nghe được, lùi về 30 dặm. Duy vào Bắc Đạo hơn 30 dặm, nghe quân Tự lui, lại quay về, từ Kiều Đầu mà qua, Tự vội chặn Duy, chạy theo 1 ngày thì không kịp; Duy bèn sang đông, về giữ Kiếm Các. Chung Hội đánh Duy chưa thể hạ được. Trần Thọ trước, Bùi Tùng Chi chú – Tam quốc chí quyển 28, Ngụy thư 28 – Chung Hội truyện: Mùa thu năm (Cảnh Nguyên) thứ 4, bèn hạ chiếu sử Đặng Ngải, Gia Cát Tự đều thống chư quân hơn 3 vạn người, Ngải rảo đi Cam Tùng, Đạp Trung kềm chế Duy, Tự rảo đi Vũ Nhai, Kiều Đầu chẹn đường về của Duy... Đặng Ngải đuổi theo Khương Duy đến Âm Bình, giản tuyển tinh nhuệ, muốn từ Hán Đức Dương (Đình) vào Giang Do, Tả Đam Đạo đến Miên Trúc, rảo đi Thành Đô, muốn Gia Cát Tự đi cùng. Tự cho rằng bản thụ tiết độ chặn Khương Duy, tây hành không phải bản chiếu, bèn tiến quân hướng đến Bạch Thủy, cùng Hội hợp quân. Hội khiển bọn tướng quân Điền Chương từ phía tây Kiếm Các ra tắt Giang Do. Chưa đến trăm dặm, Chương đi trước phá 3 hiệu phục binh của Thục, Ngải sử Chương trèo lên trước. Bèn tiến quân không nghỉ. Quân của Hội và Tự hướng đến Kiếm Các, Hội muốn chuyên quân thế, bí mật trình bày Tự hèn nhát không tiến, hạm xa trưng về. Quân đều thuộc về Hội; án Bách quan danh: Tự vào Tấn làm Thái thường Sùng lễ vệ úy. Con là Xung, Đình úy.
Tuân Xước – Duyện Châu ký [3] chép: Con Xung là Thuyên tự Đức Lâm, Mân tự Nhân Lâm, đều hiển đạt nổi tiếng. Thuyên, Duyện Châu thứ sử. Mân, Thị trung ngự sử trung thừa.
4. ^  Phòng Huyền Linh (chủ biên) – Tấn thư quyển 40, liệt truyện 10 – Giả Sung truyện: Hoặc trước văn chương khen ngợi Mật, sánh với Giả Nghị. Người quận Bột Hải là Thạch Sùng, Âu Dương Kiến; người quận Huỳnh Dương là Phan Nhạc; người Ngô (quận) Quốc là Lục Cơ, Lục Vân; người quận Lan Lăng là Mâu Chinh; người quận Kinh Triệu là Đỗ Bân; người quận Lang Da là Gia Cát Thuyên; người quận Hoằng Nông là Vương Túy; người quận Tương Thành là Đỗ Dục; người quận Nam Dương là Trâu Tiệp; người Tề (quận) Quốc là Tả Tư; người quận Thanh Hà là Thôi Cơ; người Bái (quận) Quốc là Lưu Côi; người quận Nhữ Nam là Hòa Úc, Chu Khôi; người quận An Bình là Khiên Tú; người quận Dĩnh Xuyên là Trần Chẩn, người quận Thái Nguyên là Quách Chương; người quận Cao Dương là Hứa Mãnh; người quận Bành Thành là Lưu Nột; người quận Trung Sơn là Lưu Dư, Lưu Côn đều phó hội ở chỗ Mật, hiệu xưng nhị thập tứ hữu, kì dư không được dự!